# كأس ألمانيا 1936
كأس ألمانيا 1936 (بالألمانية: Tschammerpokal 1936)‏ هو الموسم 2 من كأس ألمانيا. أشرف على تنظيمه اتحاد ألمانيا لكرة القدم، وكان عدد الأندية المشاركة فيه 64، وفاز فيه لوكوموتيف لايبزيغ.